# Dolichoderus mariae
Dolichoderus mariae es una especie de hormiga del género Dolichoderus, subfamilia Dolichoderinae. Fue descrita científicamente por Forel en 1885.
Se distribuye por Canadá, México y los Estados Unidos. Se ha encontrado a elevaciones de hasta 120 metros. Vive en microhábitats como la hojarasca, senderos y nidos.